# Jan Elfring
Jan Elfring, all'anagrafe Johan Gerard Hendrik Elfring (Alkmaar, 8 febbraio 1902 – Apeldoorn, 4 settembre 1977), è stato un calciatore olandese, attaccante della Nazionale.

## Carriera
A livello di club, Elfring ha giocato tutta la carriera nella squadra della sua città natale, l'Alcmaria Victrix.
Ha giocato in totale 15 partite con la maglia della Nazionale olandese, segnando due goal, entrambi contro la Danimarca: il primo a Copenaghen il 12 giugno 1927 e il secondo ad Amsterdam il 22 aprile 1928.
L'esordio è avvenuto il 31 ottobre 1926 nella capitale olandese contro la Germania, mentre ha giocato l'ultima partita con gli Oranje il 2 dicembre 1928 a Milano contro l'Italia.
Ha partecipato anche alle Olimpiadi 1928 tenutesi ad Amsterdam.

## Statistiche

### Cronologia presenze e reti in Nazionale
| Cronologia completa delle presenze e delle reti in nazionale ― Paesi Bassi | Cronologia completa delle presenze e delle reti in nazionale ― Paesi Bassi | Cronologia completa delle presenze e delle reti in nazionale ― Paesi Bassi | Cronologia completa delle presenze e delle reti in nazionale ― Paesi Bassi | Cronologia completa delle presenze e delle reti in nazionale ― Paesi Bassi | Cronologia completa delle presenze e delle reti in nazionale ― Paesi Bassi | Cronologia completa delle presenze e delle reti in nazionale ― Paesi Bassi | Cronologia completa delle presenze e delle reti in nazionale ― Paesi Bassi |
| Data                                                                       | Città                                                                      | In casa                                                                    | Risultato                                                                  | Ospiti                                                                     | Competizione                                                               | Reti                                                                       | Note                                                                       |
| -------------------------------------------------------------------------- | -------------------------------------------------------------------------- | -------------------------------------------------------------------------- | -------------------------------------------------------------------------- | -------------------------------------------------------------------------- | -------------------------------------------------------------------------- | -------------------------------------------------------------------------- | -------------------------------------------------------------------------- |
| 31-10-1926                                                                 | Amsterdam                                                                  | Paesi Bassi                                                                | 2 – 3                                                                      | Germania                                                                   | Amichevole                                                                 | -                                                                          |                                                                            |
| 13-3-1927                                                                  | Anversa                                                                    | Belgio                                                                     | 2 – 0                                                                      | Paesi Bassi                                                                | Amichevole                                                                 | -                                                                          |                                                                            |
| 18-4-1927                                                                  | Amsterdam                                                                  | Paesi Bassi                                                                | 8 – 1                                                                      | Cecoslovacchia                                                             | Amichevole                                                                 | -                                                                          |                                                                            |
| 1-5-1927                                                                   | Amsterdam                                                                  | Paesi Bassi                                                                | 3 – 2                                                                      | Belgio                                                                     | Amichevole                                                                 | -                                                                          |                                                                            |
| 12-6-1927                                                                  | Copenaghen                                                                 | Danimarca                                                                  | 1 – 1                                                                      | Paesi Bassi                                                                | Amichevole                                                                 | 1                                                                          |                                                                            |
| 13-11-1927                                                                 | Amsterdam                                                                  | Paesi Bassi                                                                | 1 – 0                                                                      | Svezia                                                                     | Amichevole                                                                 | -                                                                          |                                                                            |
| 20-11-1927                                                                 | Colonia                                                                    | Germania                                                                   | 2 – 2                                                                      | Paesi Bassi                                                                | Amichevole                                                                 | -                                                                          |                                                                            |
| 11-3-1928                                                                  | Amsterdam                                                                  | Paesi Bassi                                                                | 1 – 1                                                                      | Belgio                                                                     | Amichevole                                                                 | -                                                                          |                                                                            |
| 22-4-1928                                                                  | Amsterdam                                                                  | Paesi Bassi                                                                | 2 – 0                                                                      | Danimarca                                                                  | Amichevole                                                                 | 1                                                                          |                                                                            |
| 6-5-1928                                                                   | Basilea                                                                    | Svizzera                                                                   | 2 – 1                                                                      | Paesi Bassi                                                                | Amichevole                                                                 | -                                                                          |                                                                            |
| 30-5-1928                                                                  | Amsterdam                                                                  | Paesi Bassi                                                                | 0 – 2                                                                      | Uruguay                                                                    | Olimpiadi 1928                                                             | -                                                                          |                                                                            |
| 5-6-1928                                                                   | Rotterdam                                                                  | Paesi Bassi                                                                | 3 – 1                                                                      | Belgio                                                                     | Olimpiadi 1928                                                             | -                                                                          |                                                                            |
| 8-6-1928                                                                   | Rotterdam                                                                  | Paesi Bassi                                                                | 2 – 2                                                                      | Cile                                                                       | Olimpiadi 1928                                                             | -                                                                          |                                                                            |
| 4-11-1928                                                                  | Amsterdam                                                                  | Paesi Bassi                                                                | 1 – 1                                                                      | Belgio                                                                     | Amichevole                                                                 | -                                                                          |                                                                            |
| 2-12-1928                                                                  | Milano                                                                     | Italia                                                                     | 3 – 2                                                                      | Paesi Bassi                                                                | Amichevole                                                                 | -                                                                          |                                                                            |
| Totale                                                                     |                                                                            | Presenze                                                                   | 15                                                                         |                                                                            | Reti                                                                       | 2                                                                          |                                                                            |